# Pyongyang Gymnasium
Pyongyang Gymnasium (kor. 평양체육관) – północnokoreańska hala sportowo-widowiskowa w Pjongjangu. Może pomieścić 20 100 widzów. Została otwarta w 1973. Jest wykorzystywana do sportowych wydarzeń, jak również do koncertów.